# Adolf Woliński

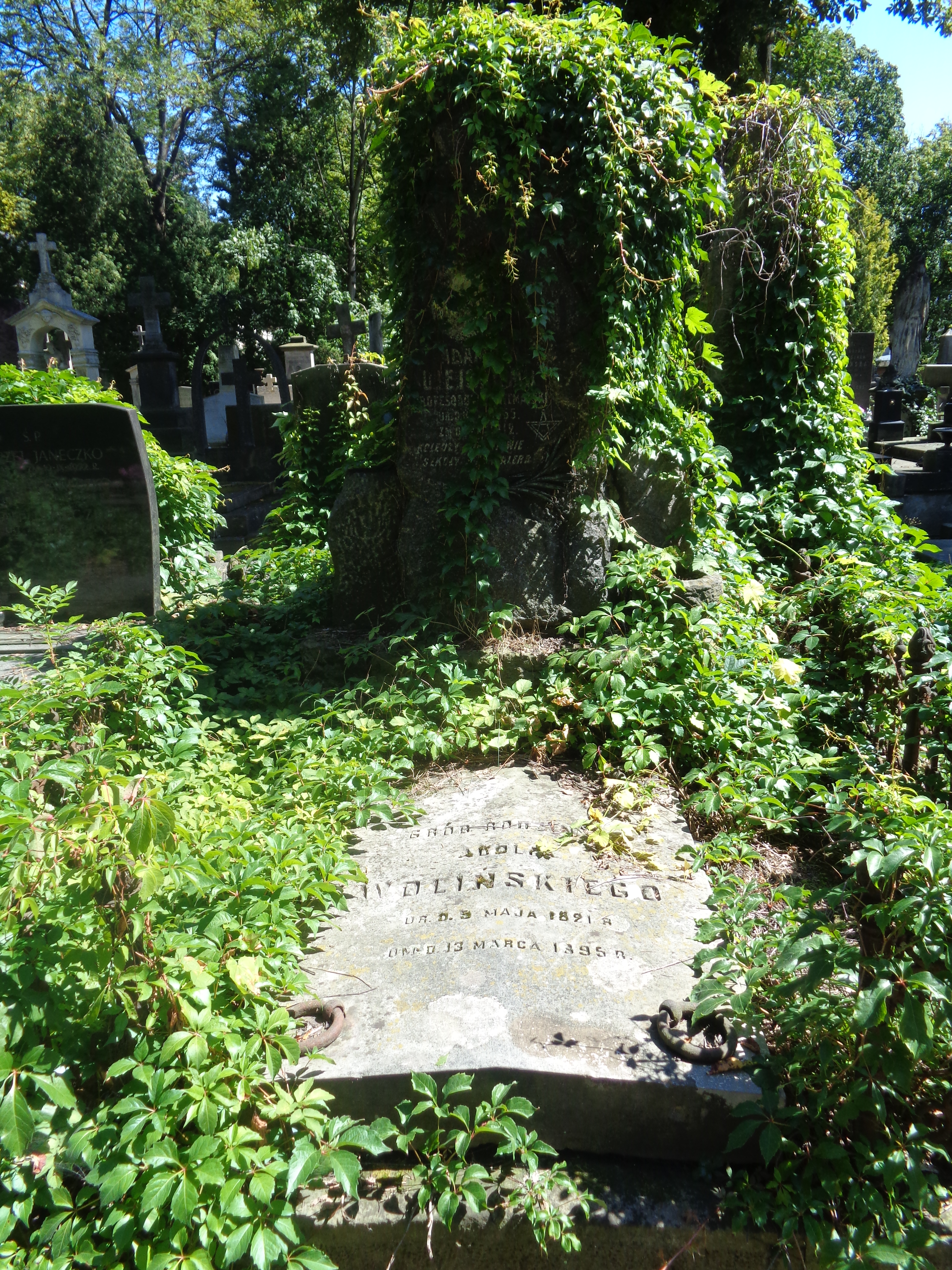
Grób Adolfa Wolińskiego na cmentarzu powązkowskim

Adolf Woliński (ur. 5 maja 1821, zm. 13 marca 1895 w Warszawie) – polski architekt.

## Życiorys
Pracował budując i projektując liczne domy, między innymi pałac Zamojskich na Nowym Świecie, pod kierunkiem Henryka Marconiego, oraz pałac w Chroberzu. W 1856 roku uzyskał tytuł budowniczego klasy trzeciej, w latach 1859–1861 profesor Szkoły Sztuk Pięknych w Warszawie.
Pochowany na cmentarzu Powązkowskim (kwatera 174-6-22/23).